# Rosemarie Ackermann
Rosemarie Ackermann geb. Witschas (* 4. April 1952 in Lohsa) ist eine ehemalige deutsche Hochspringerin. Sie übersprang als erste Frau die Höhe von zwei Metern. Für die DDR gewann sie 1976 bei den Olympischen Spielen in Montreal die Goldmedaille.

## Leben
Ackermann nahm 1972 unter ihrem Geburtsnamen Witschas an den Olympischen Spielen in München teil und belegte den siebten Platz. Bei den Europameisterschaften 1974 in Rom gewann sie ihren ersten internationalen Titel. Mit der Siegeshöhe von 1,95 m verbesserte sie den zwei Jahre alten Weltrekord der Bulgarin Jordanka Blagoewa um einen Zentimeter.
Den größten Erfolg ihrer Laufbahn erreichte sie 1976. Im Vorfeld der Olympischen Spiele verbesserte Ackermann am 3. Juli 1976 den Weltrekord auf 1,96 m. Im olympischen Wettbewerb setzte sie sich mit übersprungenen 1,93 m gegen die Italienerin Sara Simeoni und Jordanka Blagoewa durch und wurde Olympiasiegerin.
Ackermann gelang es noch zweimal, den Weltrekord zu verbessern. Am 14. August 1977 übersprang sie in Helsinki 1,97 m, zwei Wochen später, am 26. August 1977, übersprang sie in Berlin beim ISTAF als erste Hochspringerin der Welt die Höhe von 2,00 m. Sie war damit die letzte bedeutende Interpretin der Straddle-Hochsprungtechnik. Im gleichen Jahr wurde sie in der DDR zur Sportlerin des Jahres, einer jährlichen Leserumfrage der Tageszeitung der FDJ „Junge Welt“, sowie zu Europas Sportlerin des Jahres gewählt. Die Weltrekord-Plakette der International Amateur Athletics Federation (IAAF) erhielt sie erst 1991 als Ehrengast des ISTAF.
Ihren Titel als Europameisterin verlor sie 1978 an Sara Simeoni.
Ackermann beendete ihre aktive Laufbahn 1980 nach den Olympischen Spielen in Moskau, wo sie einen vierten Platz erreicht hatte. Noch im olympischen Dorf schlug sie einen Nagel in den Türbalken ihres Zimmers und hängte ihre Schuhe daran.
In den nach der Deutschen Wiedervereinigung öffentlich gewordenen Unterlagen zum Staatsdoping in der DDR fand sich bei den gedopten Sportlerinnen auch der Name von Ackermann.

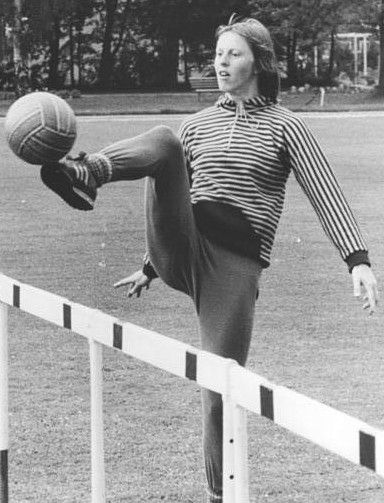
1978
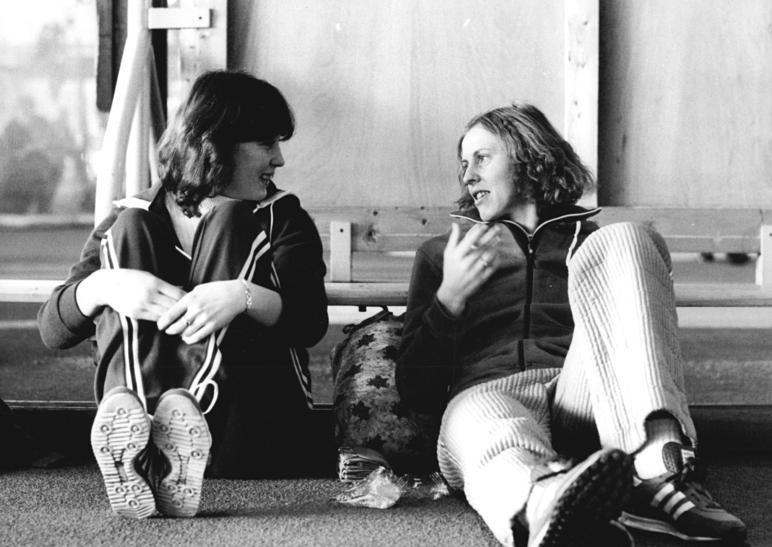
Andrea Reichstein und Rosemarie Ackermann 1980

Rosemarie Ackermann gehörte dem SC Cottbus seit 1966 an. Dort wurde sie bis zu ihrem Karriereende von Erhard Miek trainiert. Bei einer Größe von 1,73 m hatte sie ein Wettkampfgewicht von 59 kg.
Rosemarie Ackermann ist seit 1974 in Cottbus mit dem ehemaligen DDR-Oberliga-Handballspieler Manfred Ackermann verheiratet und hat zwei Söhne. Sie arbeitete zunächst als Binnenhandelsökonomin und dann in der Organisation ihres Sportklubs. Nach der deutschen Wiedervereinigung war sie bis zur Rente 2015 Sachbearbeiterin bei der Agentur für Arbeit in Cottbus.

## Auszeichnungen (Auswahl)
- 1974: Vaterländischer Verdienstorden in Bronze
- 1976: Vaterländischer Verdienstorden in Silber[3]
- 1980: Vaterländischer Verdienstorden in Gold